# Beia, Brașov
Beia (în dialectul săsesc Mebrich, Męburχ, Mebriχ, în germană Meeburg, Mehburg, Mähdorf, în maghiară Homoródbene, Szászbene, Szászbénye) este un sat în comuna Cața din județul Brașov, Transilvania, România.

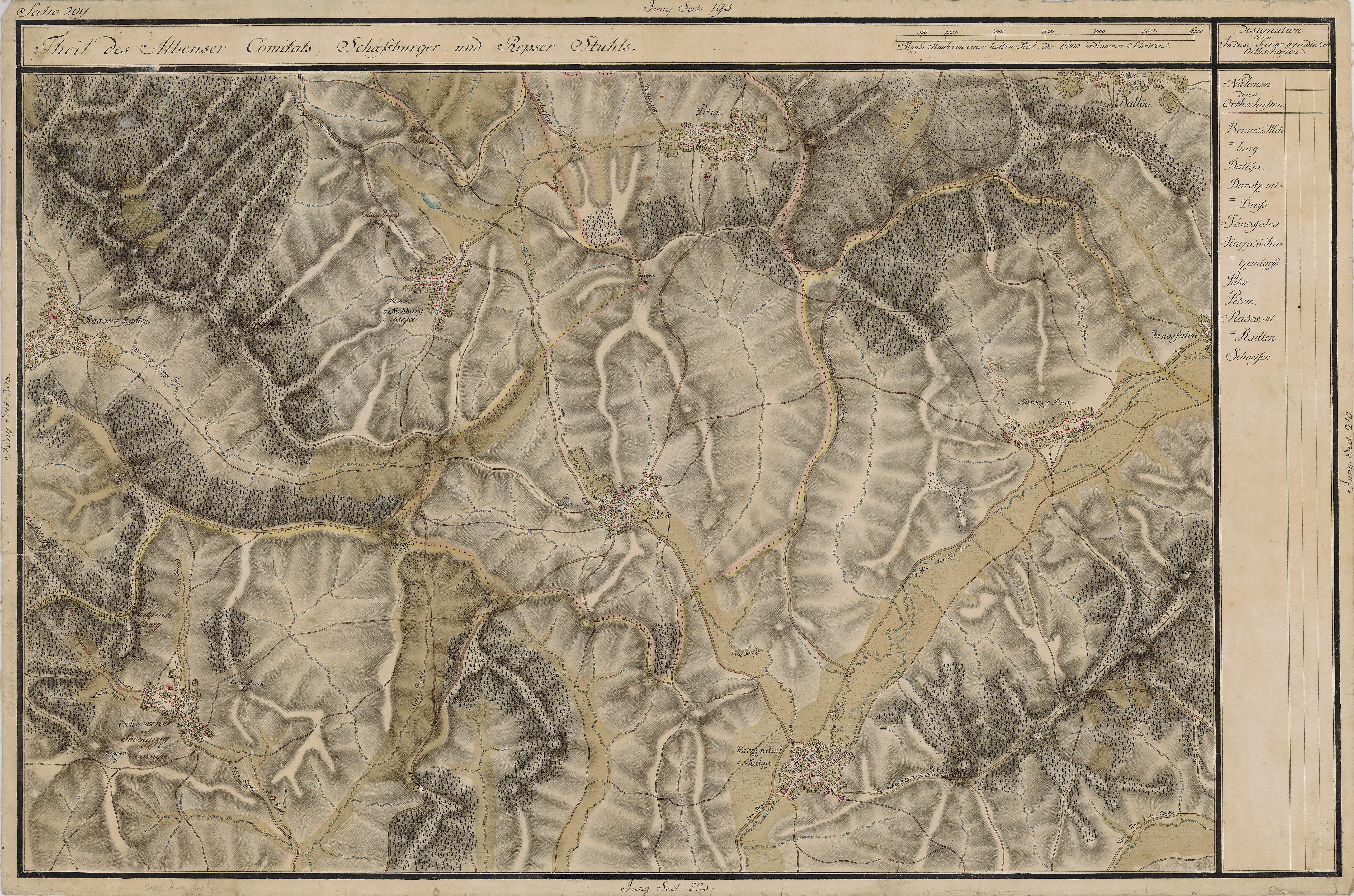
Beia pe Harta Iosefină a Transilvaniei, 1769-1773

## Date geologice
În subsolul localității se găsește un masiv de sare.

## Lăcașuri de cult
Biserica fortificată, construită în prima formă în secolul al XIV-lea (navă, cor, absidă poligonală), a fost fortificată în anii 1493 și 1504-1506, când a fost supraînălțată cu un drum de strajă și a fost înconjurată de o incintă cu 3 turnuri (parțial demantelată). Are un valoros altar poliptic, cu legenda Sf. Ursula, atribuit, verosimil, lui Johannes Stoss (1513).

## Vezi și
- Biserica fortificată din Beia

## Galerie de imagini

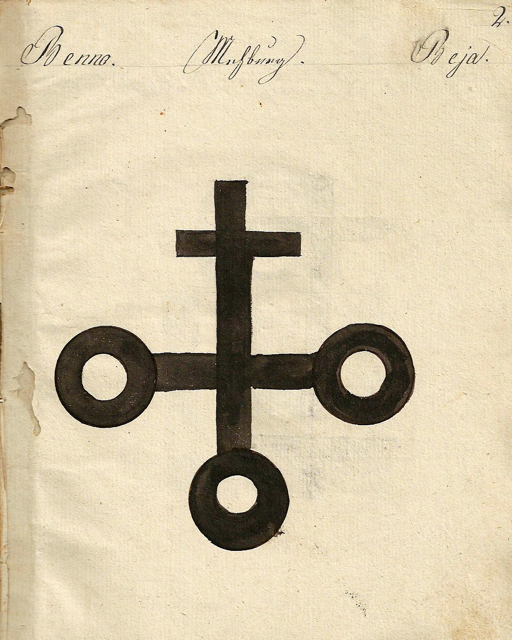
1826 - Danga pentru vitele din Beia
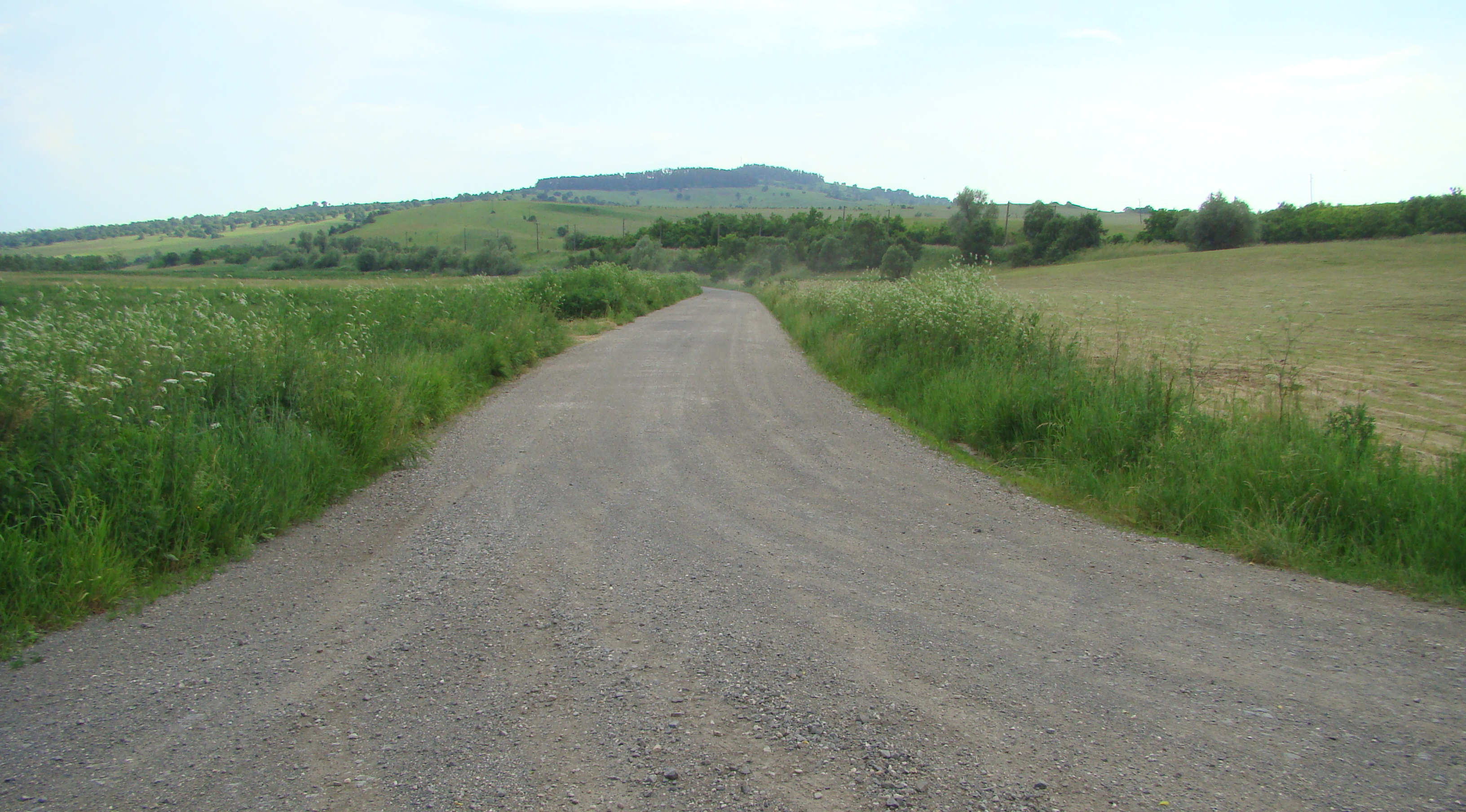
Drumul Paloș-Beia
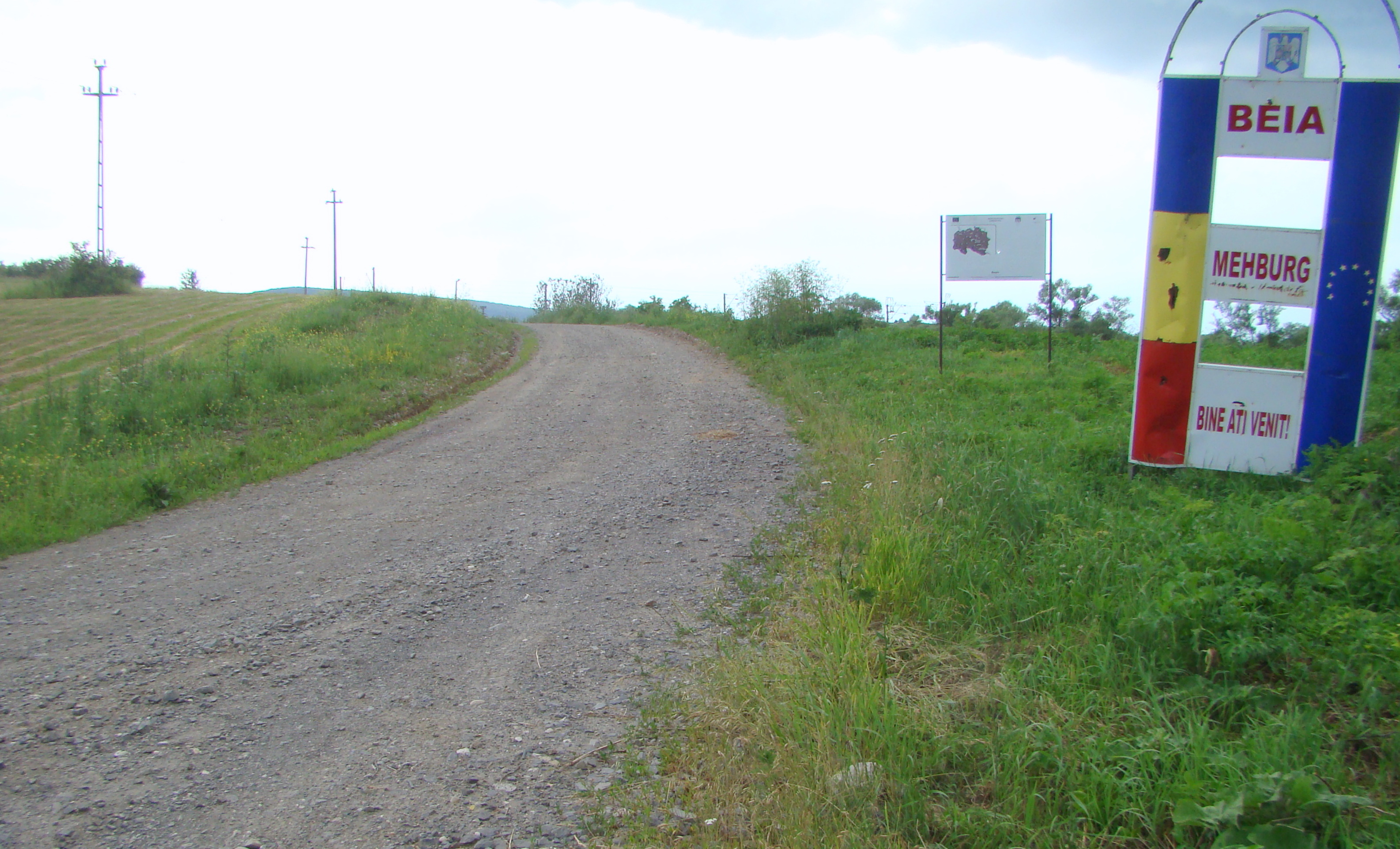
Intrarea în localitate
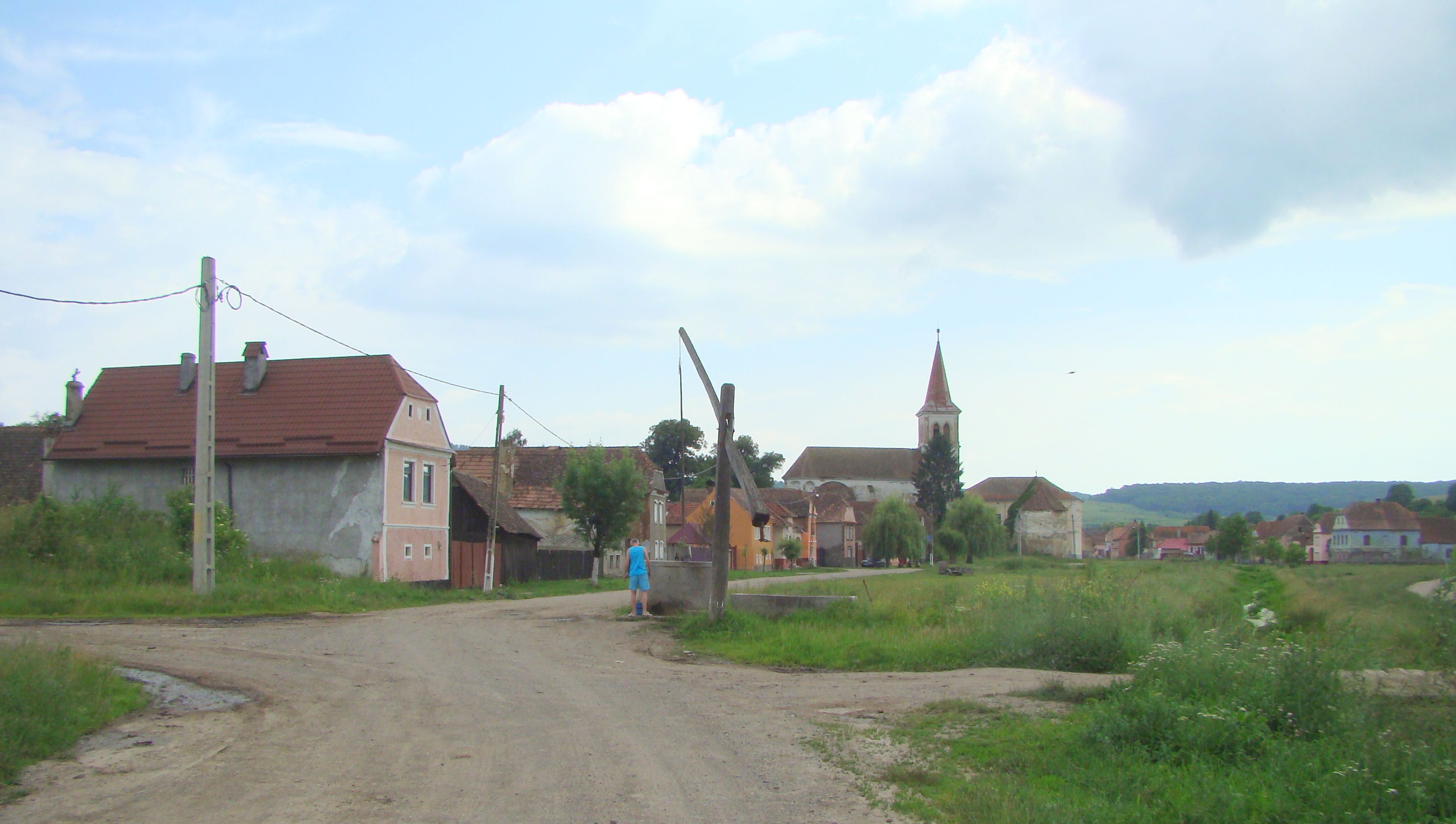
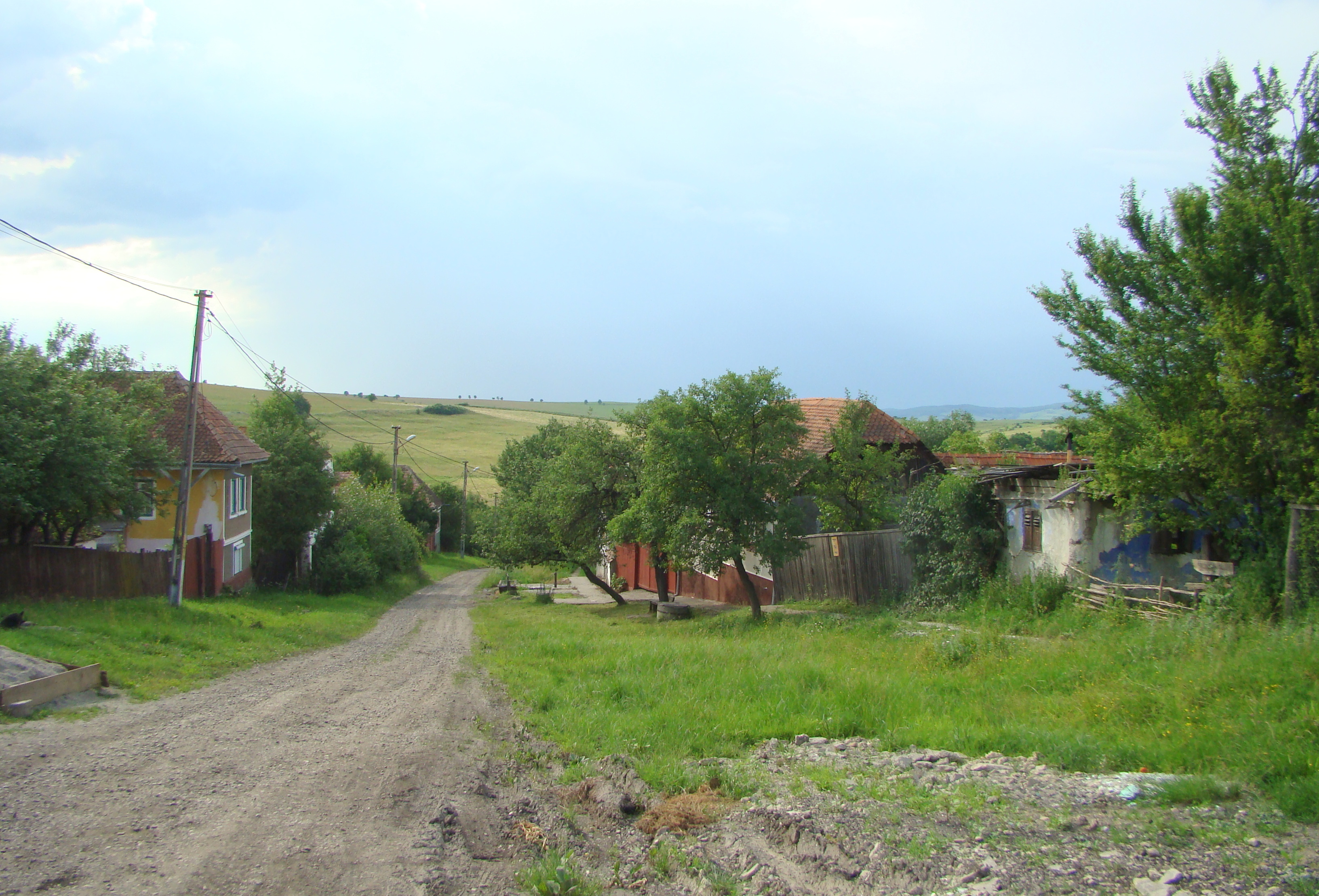
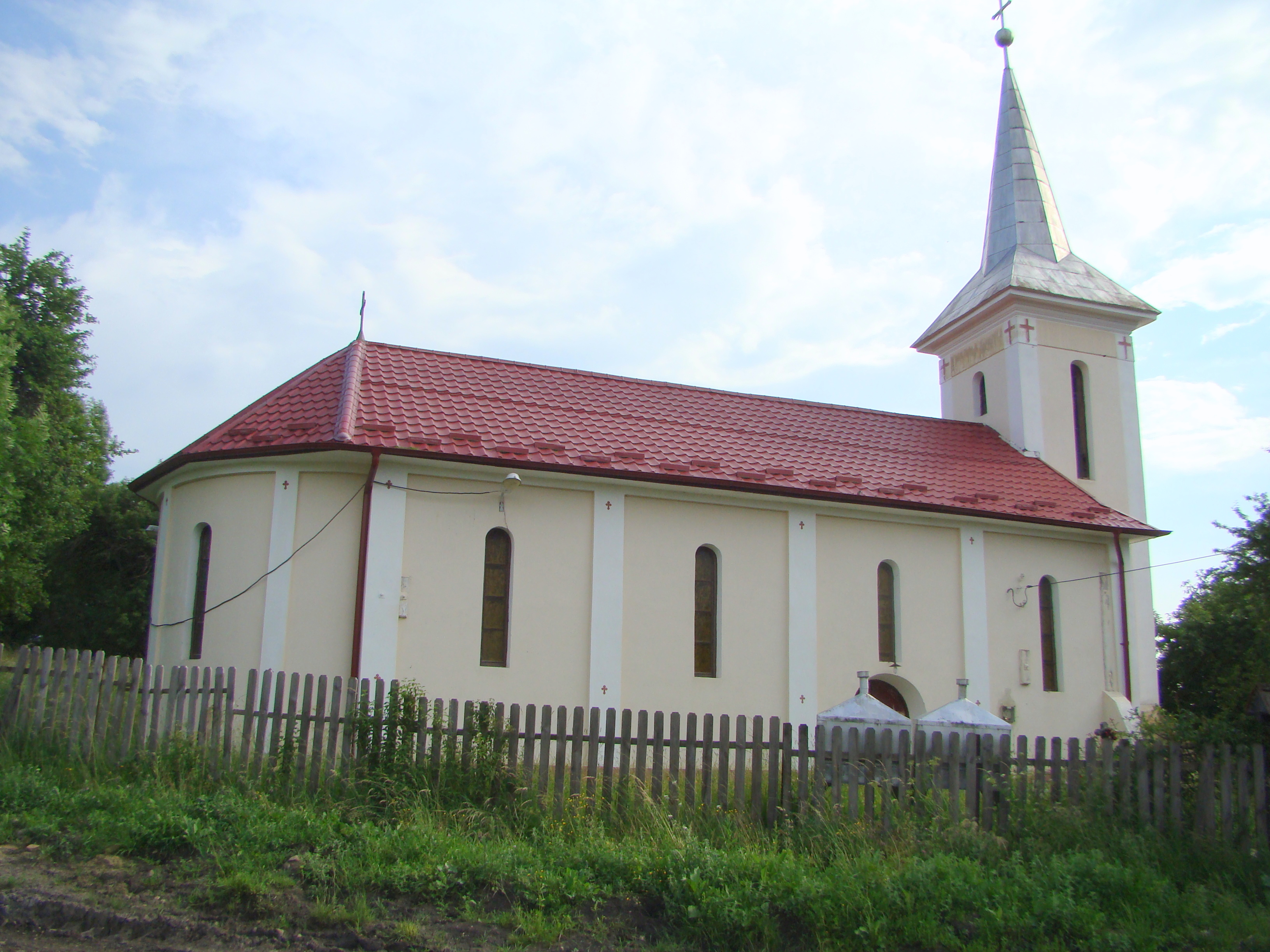
Biserica ortodoxă
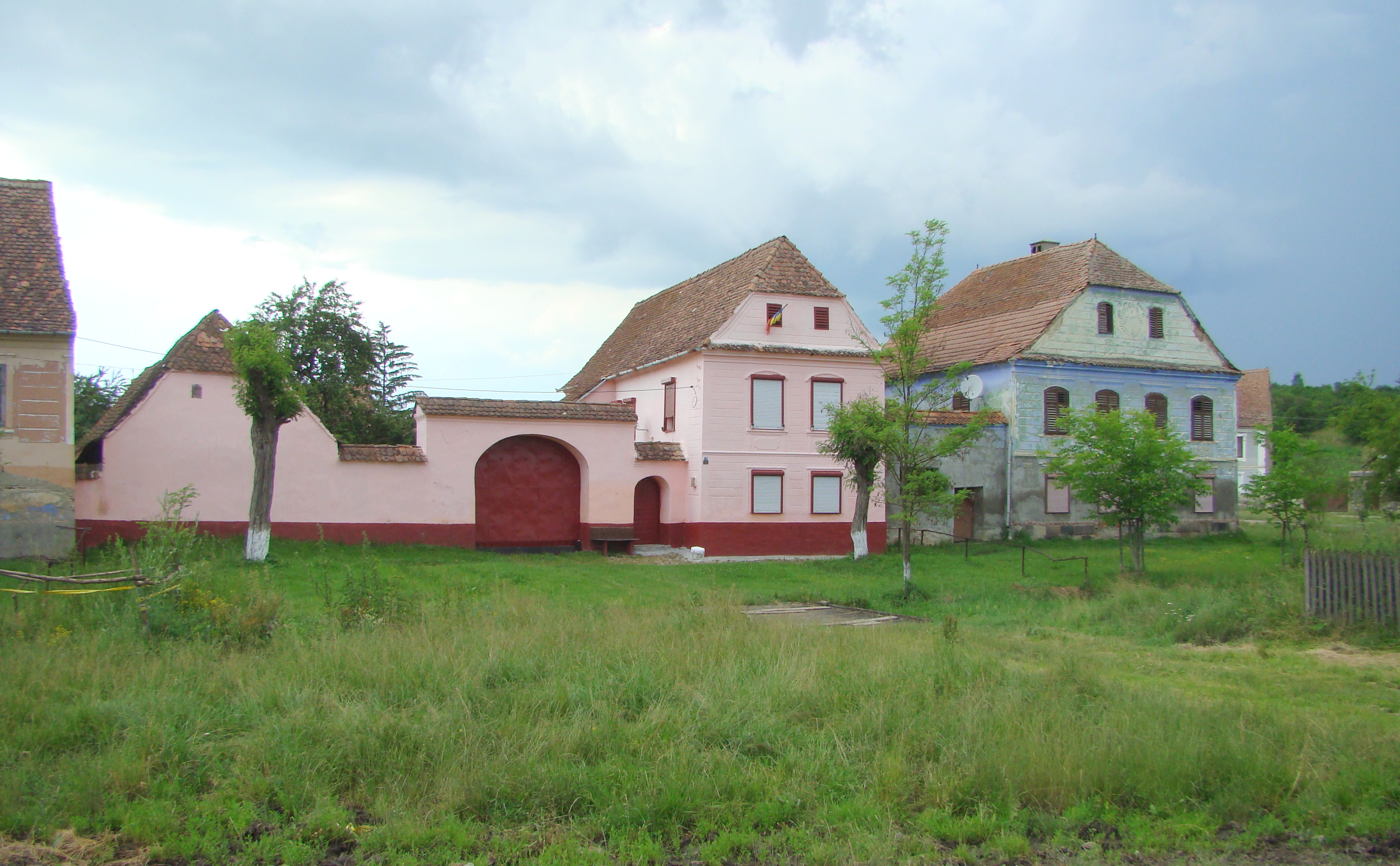
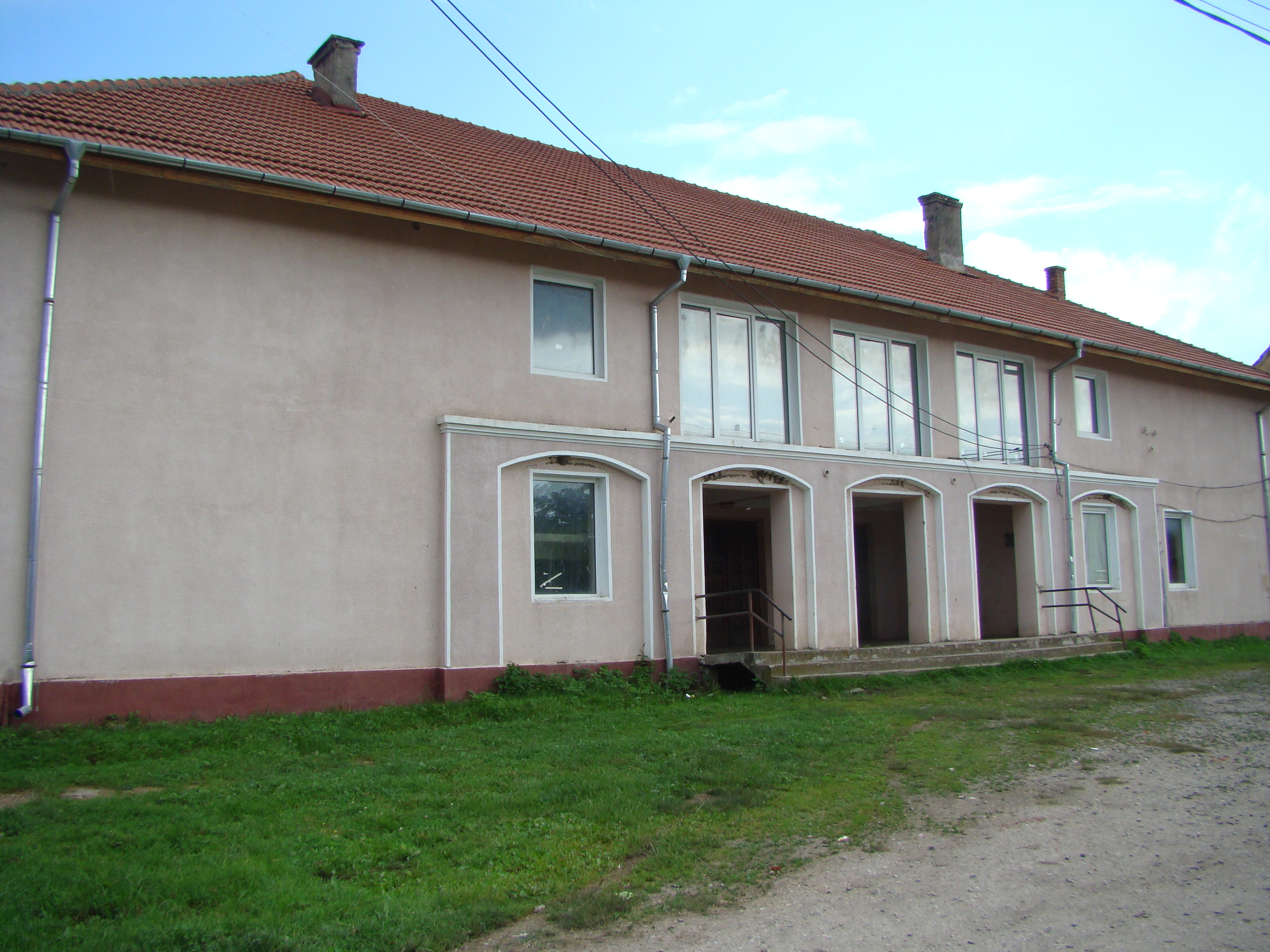
Căminul cultural
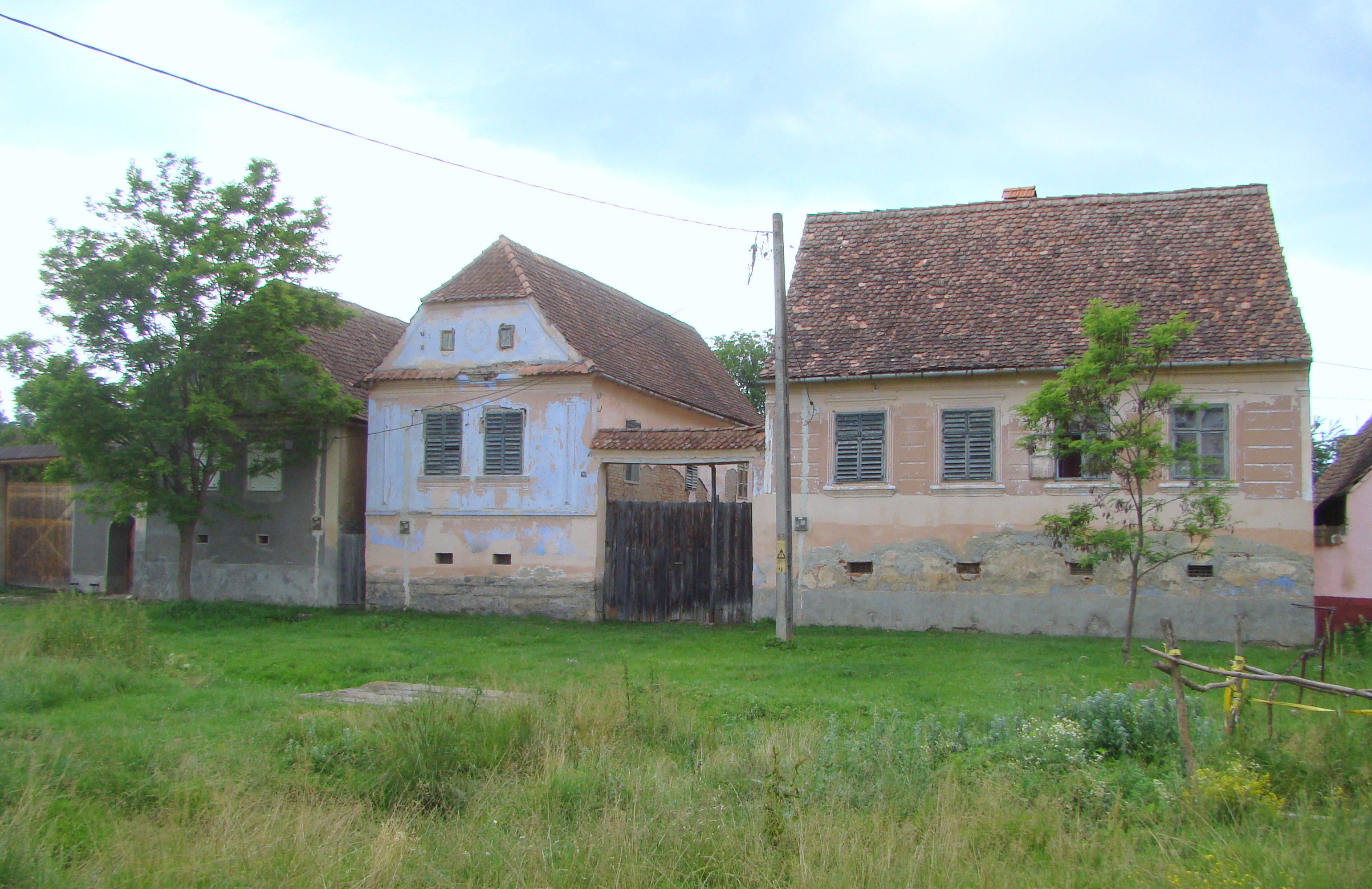
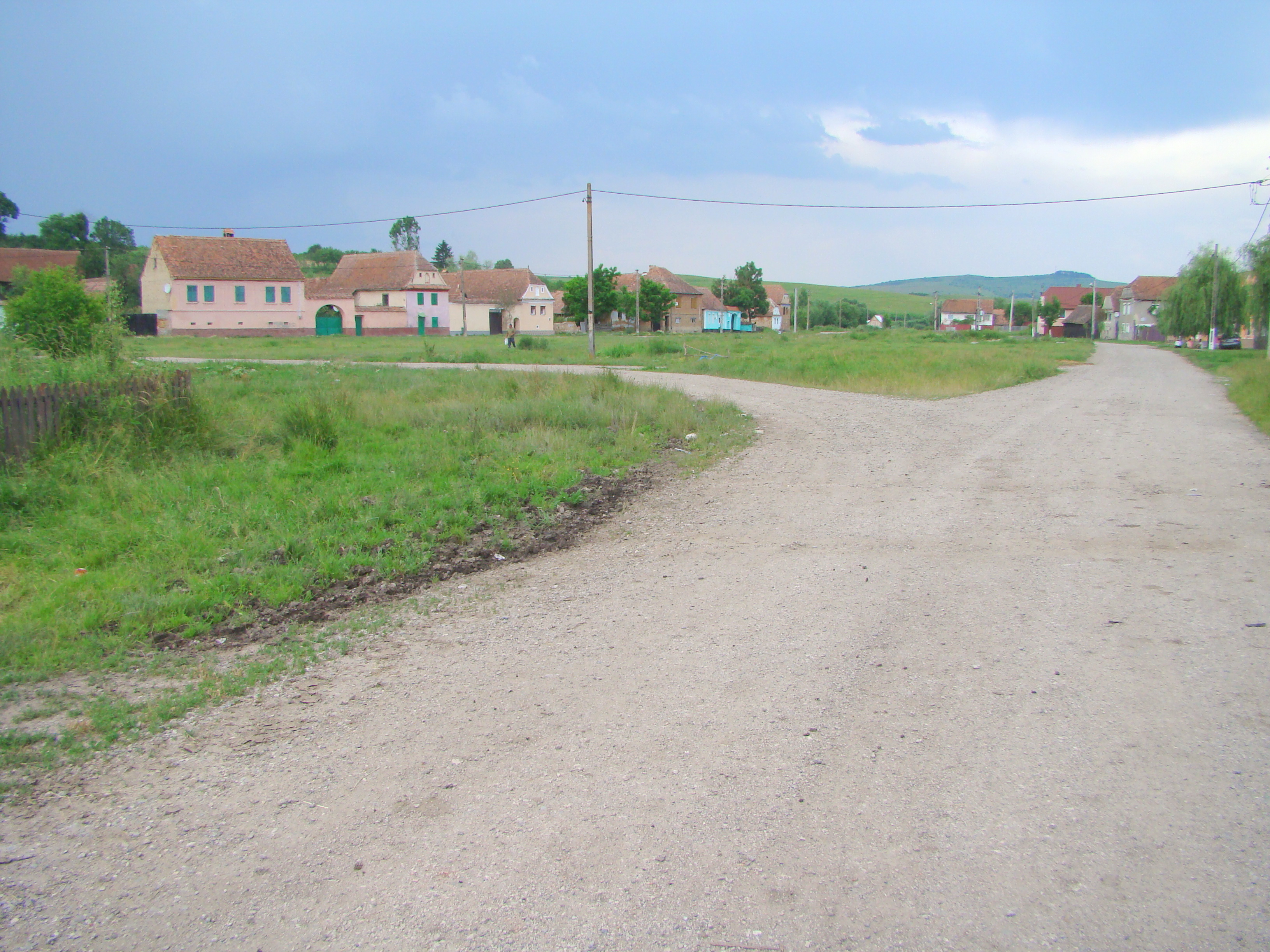
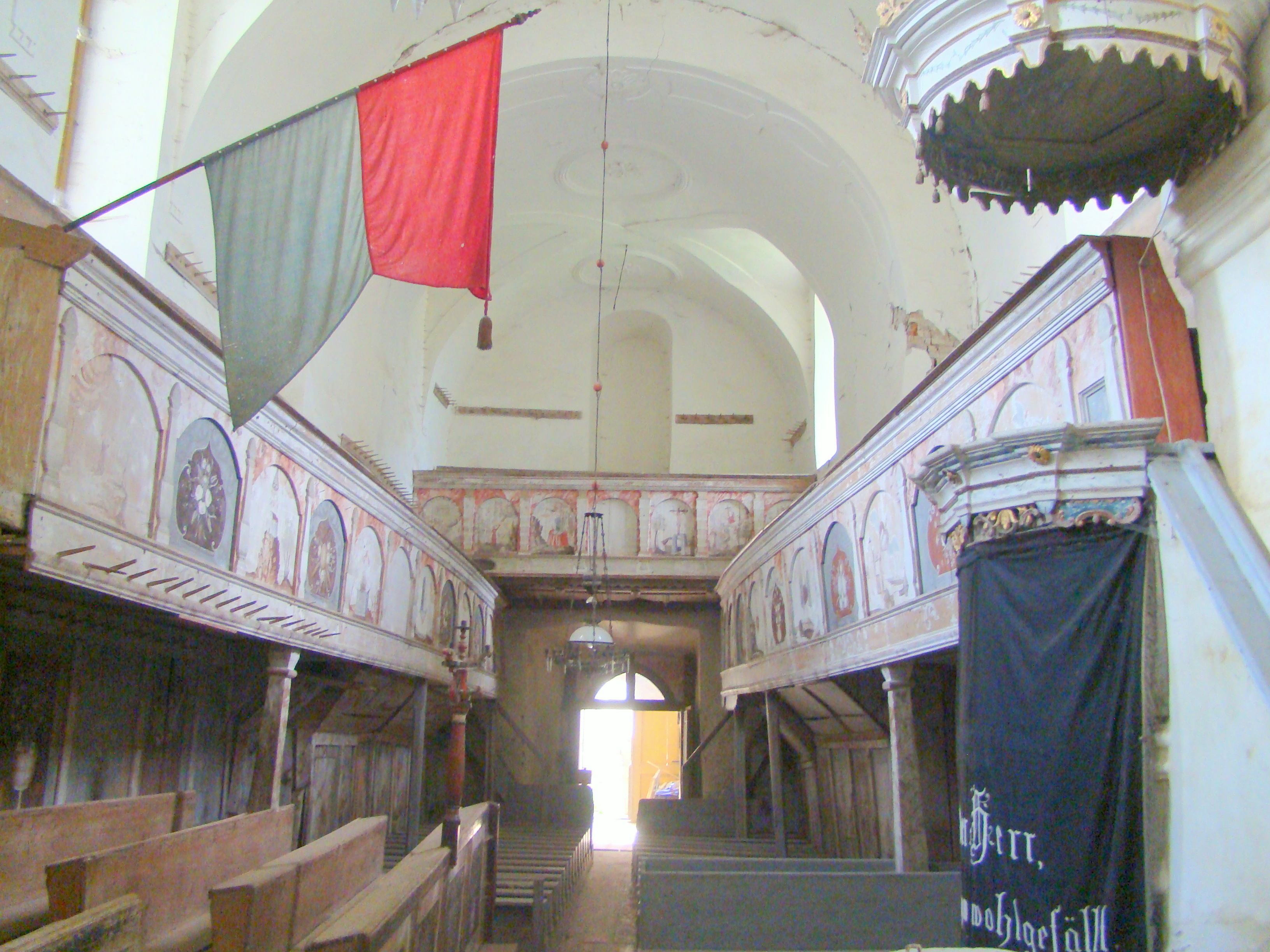
Biserica evanghelică (interiorul bisericii spre empora de vest)
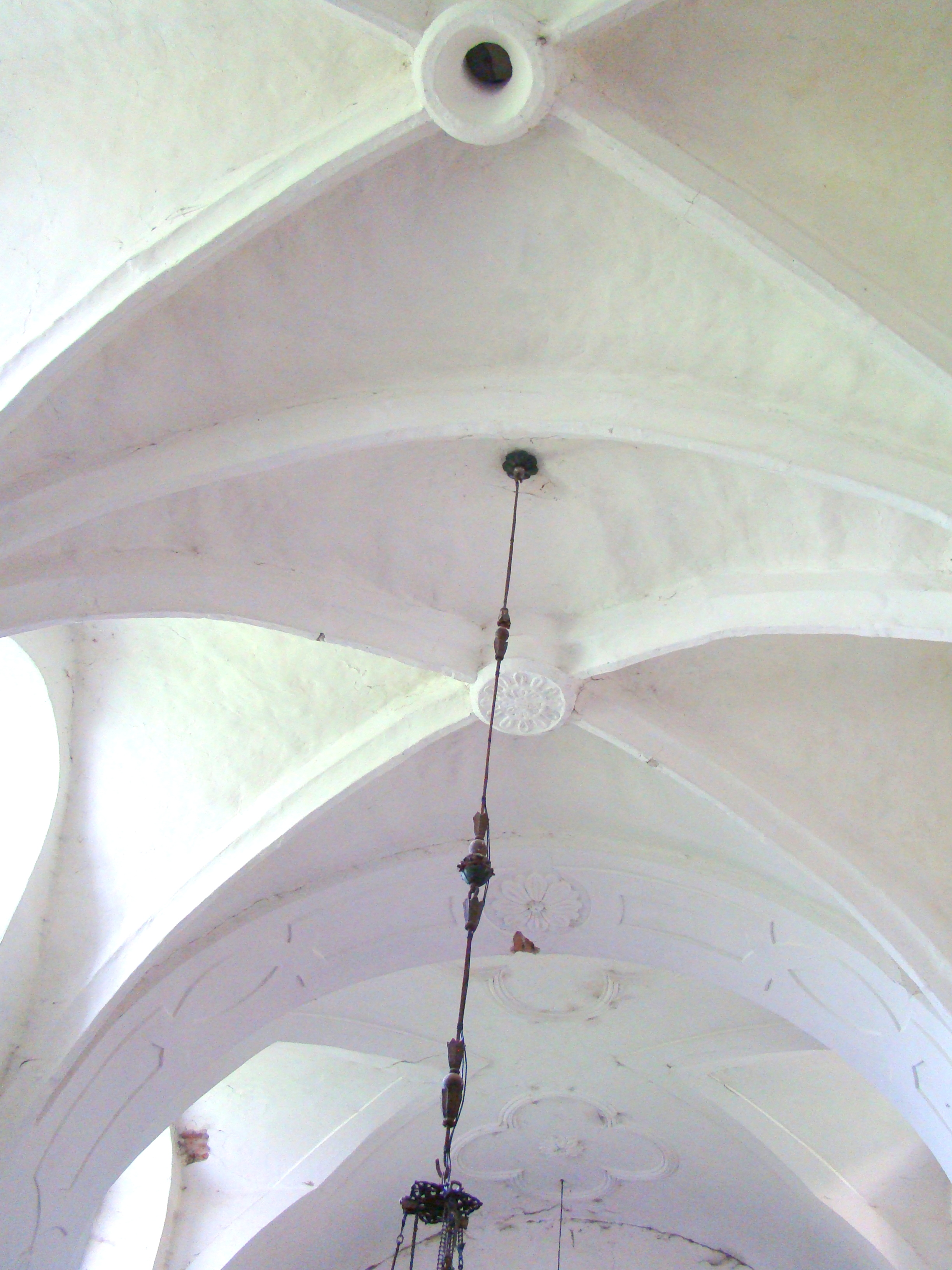
Biserica evanghelică (bolta gotică pe ogive din cor, cu chei de boltă)
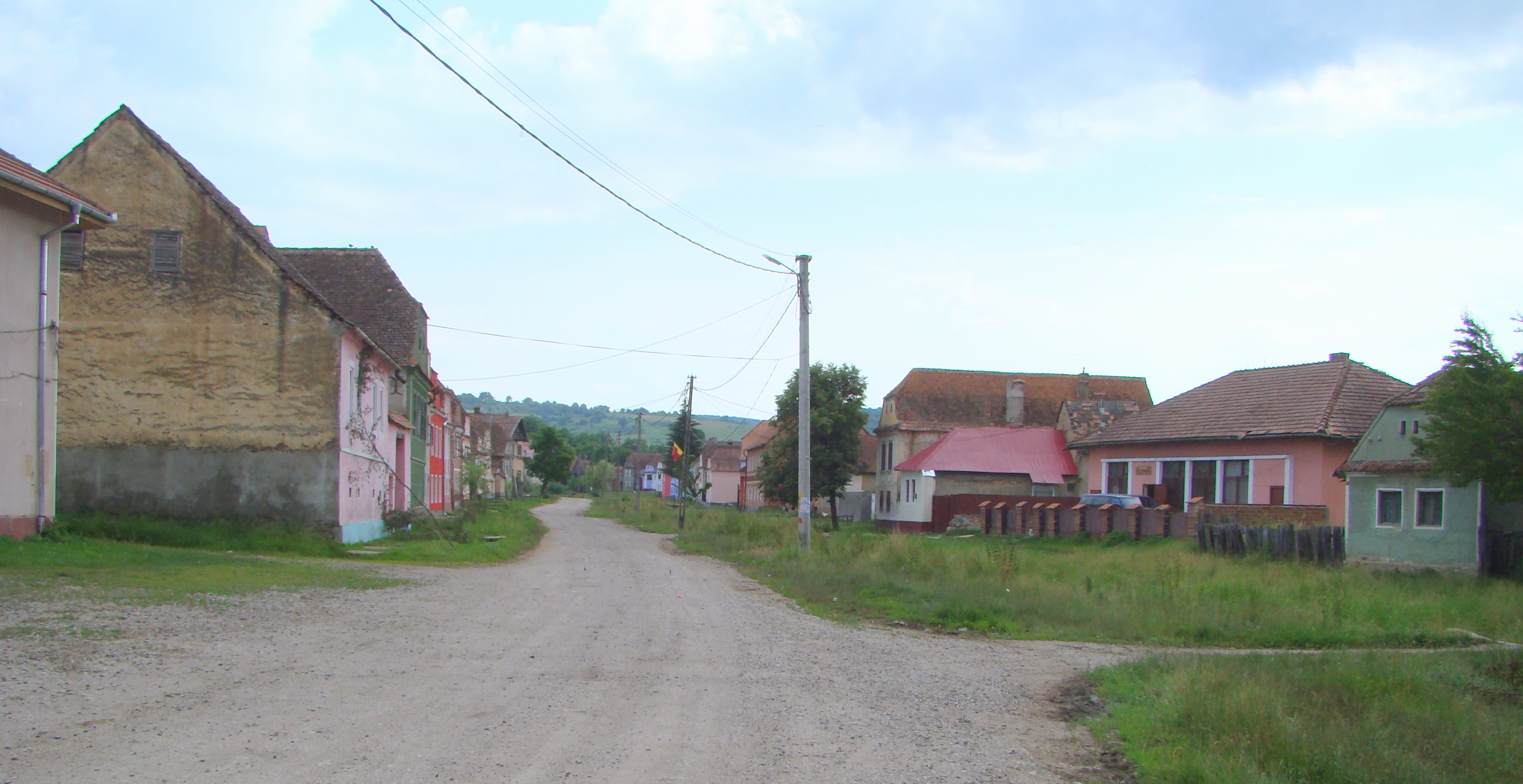
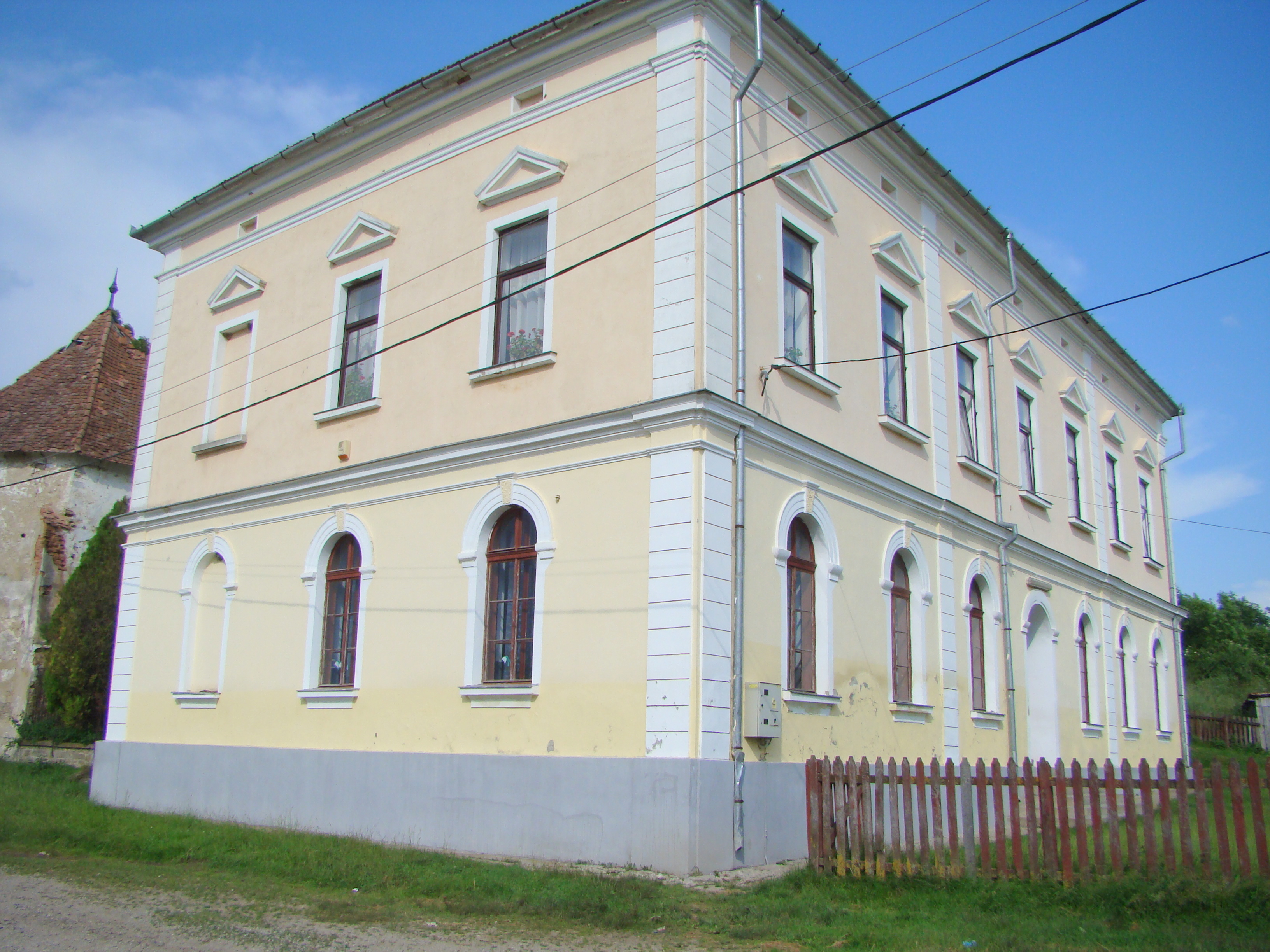
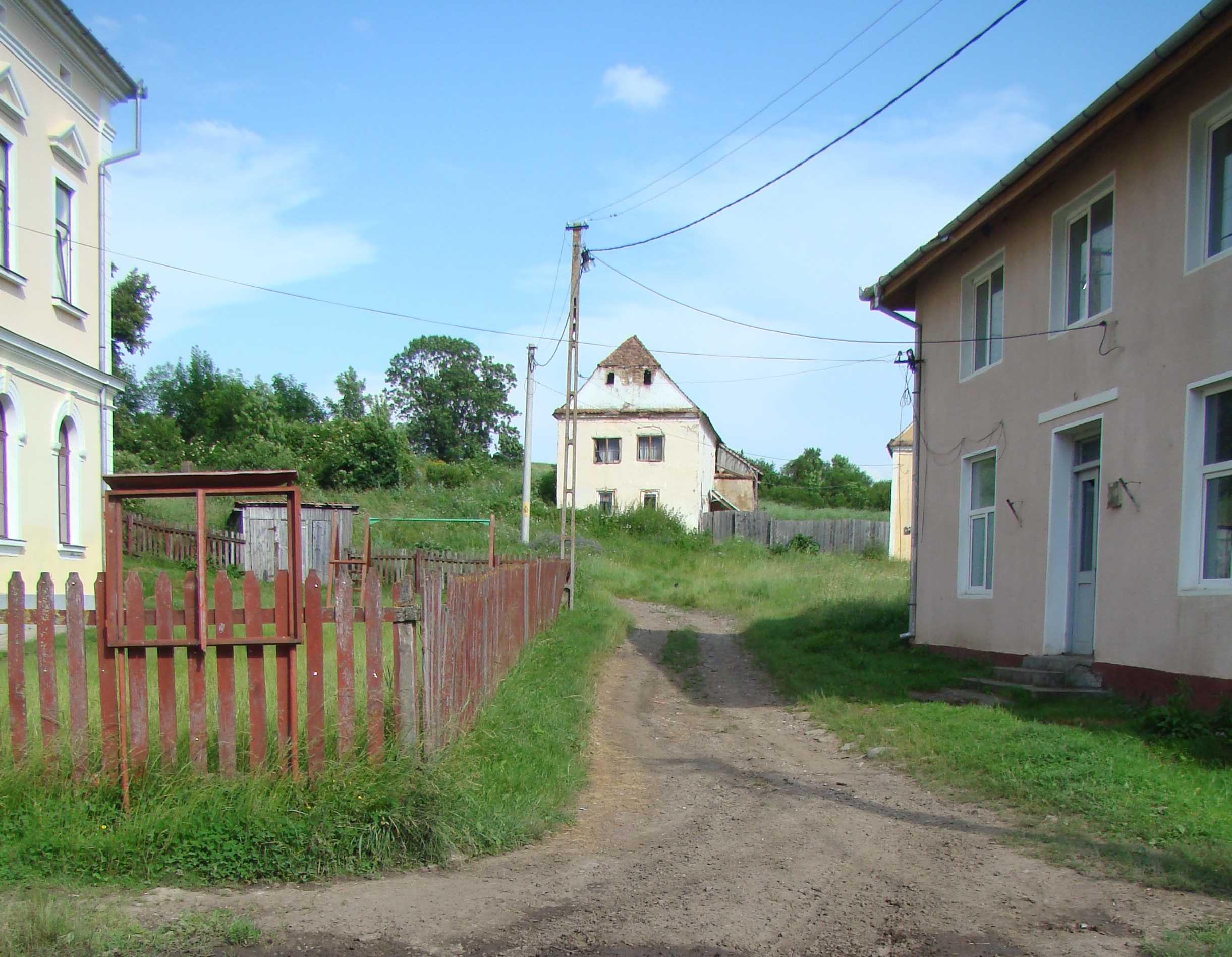